# Brächen
 Brächen  (hommersch Bräächen) ist eine Ortschaft der Stadt Wiehl im Oberbergischen Kreis im Regierungsbezirk Köln in Nordrhein-Westfalen.

## Lage und Beschreibung
Der Ort liegt an der Bundesstraße 56 nördlich von Drabenderhöhe und in Luftlinie rund 6 km westlich vom Stadtzentrum von Wiehl entfernt. In den letzten Jahrzehnten erfuhr die Gegend zunehmende Bebauung, welche von einer Wochenendsiedlung im Wald ausging. Brächen liegt südlich der Bundesautobahn 4.

## Geschichte
Erstmals wird der Hof Brächen in einem Zeugenverhör zu Grenzstreitigkeiten in Kaltenbach im Jahre 1574 (HstA Düsseldorf RKG S 1387, III, Blatt 199 R) erwähnt. Dort sagt „Rangen Conradt uff der Drabenderhohe“ aus: „Das fluss nimme sein Ursprungk sehr nahe bei der hohe uff dem Breche“. In Arnold Mercators Karte von 1575 wurde der Ort Uff den Brechen genannt. In den Kirchenbüchern der Gemeinde Drabenderhöhe findet sich die Bezeichnung Auf dem Brech. Brech oder auch Bruch ist eine häufige Flurbezeichnung in der Region und weist auf feuchtes sumpfiges Gelände hin. Hier findet sich auch das Quellgebiet des Brächhähnensiefens, der im mittleren Teil des Tales im Zusammenfluss mit dem Taubensiefen zum Hipperichsiefen wird.
Da der Ort in der Kämmereirechnung des Sankt Severinstiftes für den Frohnhof Lindlar 1416 nicht angegeben ist, ist die Gründung als Einzelhof zwischen Ende des 15. und Anfang des 16. Jhds. anzunehmen. Politisch lag Brächen genau im Grenzbereich des Herzogtum Bergs, Amt Steinbach, der Grafschaft Gimborn und der Reichsherrschaft Homburg. Die drei Territorien trafen an einem Punkt an der heutigen Bundesstraße gegenüber dem früheren Haus Friedrich aufeinander. Das führte dazu, dass der Ort bis 1956 dreigeteilt war. Der ursprüngliche Hof Brächen lag im Herzogtum Berg. Direkt daneben entstand um 1800 der heutige Gasthof Stölting, der auf Gimborner Boden stand. Die von dem Kartographen J.F.C. Rummel erstellte Karte über die Reichsherrschaft Gimborn verzeichnet dort ein Haus mit dem Namen Brechen. Die Drabenderhöher Kirchenbücher geben Auskunft darüber, dass Brechen bis ins 19. Jahrhundert ein Pachthof war. Die Pächter wechselten häufig. Die ersten namentlich bekannten Personen, die den Hof bewohnten waren 1659 Johann Kollhase von Kentenich und seine Frau Entgen, sowie ihr Kind Anna. Weitere Pächter waren unter anderem Moritz Habernickel 1688, Hans Krieger 1692, Albert Velder 1704, Dietrich Heyer 1713, Henrich Theis 1752, Friedrich Gerlach 1754, Christian Moog 1769, Wilhelm Mann 1788, Christian Engelbert 1791, Johannes Peter Ruland 1795, Johannes Christian Gerlach 1802 und Johann Henrich Baum 1806.
Die Familie Baum bewohnte später dann das Haus auf Gimborner Territorium. Sie stammte aus Erlinghausen im Kirchspiel Marienberghausen. Die beiden Häuser auf bergischem Gebiet wurden von den Familien Friedrichs und wechselnden Eigentümern (Schmidt, Jost und Jung) bewohnt. Das letztere Haus ist Ende des 19. Jahrhunderts abgerissen worden. Der Ortsteil Brächen in der Gemeinde Drabenderhöhe entstand erst nach 1884. 1806 wurde der Weiler zur Zivilgemeinde Engelskirchen, das Haus des heutigen Gasthofes der Gemeinde Ründeroth zugeordnet. Brächen blieb bis 1960 ein sehr kleiner Weiler:
- 1817 7 (Engelskirchen), 3 (Ründeroth)
- 1843 13 (Engelskirchen, 2 Häuser), 3 (Ründeroth, 1 Haus)
- 1868 12 (Engelskirchen), 5 (Ründeroth)
- 1885 10 (Engelskirchen, 2 Häuser), 12 (Ründeroth, 1 Haus)
- 1900 8 (Engelskirchen, 1 Haus), 9 (Ründeroth, 1 Haus), 8 (Drabenderhöhe, 1 Haus)

Zwischen 1854 und 1860 wurde die heutige Bundesstraße zwischen Drabenderhöhe und Unterkaltenbach ausgebaut. Dabei verlegte man die Trasse der historischen Zeithstraße durch das Waldgebiet des Hipperich. Die alte Straße führte östlich der heutigen Trasse zwischen Hipperich und Immerkopf, damals noch „Auf dem Immerhöchsten“ genannt, östlich der Hohen Warte nach Ründeroth. Die Zeithstraße war ein mittelalterlicher Fernhandelsweg, der von Bonn über Siegburg, Seelscheid, Drabenderhöhe, Ründeroth, Marienheide und Hagen nach Dortmund führte. Heinrich Wilhelm Baum, ein Fuhrmann und Händler, eröffnete um 1879 einen Gasthof, der 1910 von der Familie Stölting gekauft wurde. 1884 eröffnete als erster Betrieb eine Ziegelei auf Drabenderhöher Gemeindeboden. Wegen Unrentabilität wurde diese 1919 geschlossen und die Anlagen zum Abbruch verkauft. Nach dem Ersten Weltkrieg nahm der Sommerfrische Tourismus in Brächen an Bedeutung zu. Der Gasthof Stölting warb als bekannter und beliebter Aufenthaltsplatz und Eugenie Dannenberg führte auf der Drabenderhöher Seite gegenüber dem Wohngebäude der Ziegelei ihre Pension Eichenhof. In einem Fremdenverkehrsprospekt aus den Jahren 1929/1930 wird Brächen als Luftkurort erwähnt.
1924 kamen erstmals Gedanken zur kommunalen Neuordnung des Gebietes auf und die Brächener Einwohner unterstützen einen Antrag auf Eingemeindung nach Drabenderhöhe. Doch schon 1926 zog man den Antrag auf Druck der Gemeinde Engelskirchen wieder zurück. 1932 wurden die Orte Scheidt, Pfaffenscheid und Anfang mit Drabenderhöhe vereinigt. Das bekannte „Dreikreiseneck“ gehörte der Vergangenheit an. Die politische Dreiteilung von Brächen, verteilt auf zwei Kreise und drei Gemeinden blieb zunächst bis 1956 erhalten. Durch eine Flurumlegung kam der Gasthof Stölting zur Gemeinde Engelskirchen. Dafür wurde der links gelegene Teil des Ortes Oberkaltenbach mit dem rechts gelegenen Teil vereinigt und der Gemeinde Ründeroth zugeschlagen. Nach 1960 kam es zur Erschließung der Baugebiete „Am Immerkopf“ und „Brächer Heide“ durch die Gemeinde Drabenderhöhe. Ersteres war als Wochenendsiedlung konzipiert. Insgesamt handelte es sich dabei um 107 Bauvorhaben in 3 Bauabschnitten.
Ein weiterer Ortsausbau von Brächen ergab sich mit dem Baugebiet „Auf dem Kötzen“ nach 1994. 
Der alte Ortskern von Brächen mit den Häusern Stölting und Friedrichs wurde erst durch die kommunale Gebietsreform von 1975 in die Stadtgemeinde Wiehl eingegliedert.

## Besonderheiten
Benachbart ist der Immerkopf, mit 364 m die höchste Erhebung in der Stadtgemeinde Wiehl mit einem unter Naturschutz stehenden Hochmoor (siehe auch Wohlsberg bei Oberholzen, 338 m). Bis ins 19. Jahrhundert hieß die Bergkuppe „Aufm Immerhöchsten“ und erinnert an die höchste Erhebung in der Gemarkung des Ortes Immen.
Direkt hinter dem Ort entstand auf dem Gemeindegebiet von Engelskirchen mit einer Fläche von 55 ha ein Munitionsdepot der Bundeswehr, das 1996 geschlossen wurde und später verfiel und starke Spuren von Vandalismus aufwies. 2005 wurde der Kontrollturm gesprengt. Ein Gewerbegebietskonzept wurde nicht realisiert und ein Großteil der Waldflächen um Schimmelhau, Hipperich und Immerkopf konnte unter Naturschutz gestellt werden. Die Anfahrt zu diesem Gelände ist nur von Brächen aus möglich. Ab 2018 begannen Umbaumaßnahmen zur Nutzung als Übungsgelände für Feuerwehren und Hilfsorganisationen im Oberbergischen Kreis.

## Freizeit
- In dem Ort ist ein Kinderspielplatz.

### Wander- und Radwege
- Der Rundwanderweg A3 (Ausgangspunkt Ülpetal) durchläuft den Ort.
- Der Rundwanderweg A5 (Ausgangspunkt Drabenderhöhe) durchläuft den Ort.
- Der Ortsrundwanderweg O „Rund um Bielstein“ durchläuft den Ort.